# Andromède XXIV
Andromède XXIV est une galaxie naine du Groupe local.